# Telebrossa

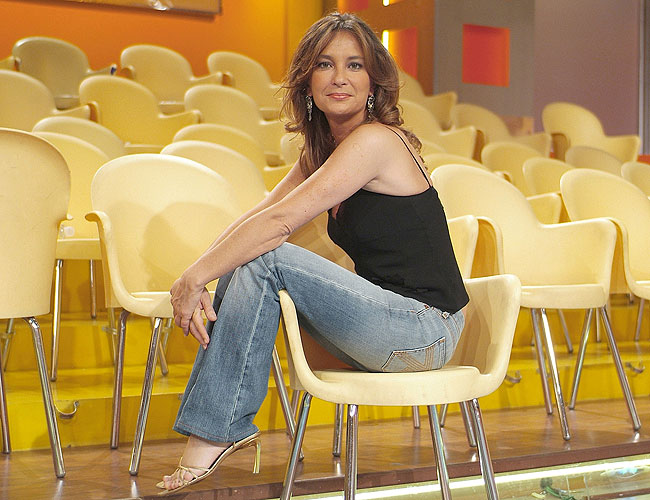
Patricia Gaztañaga, conductora del programa El diario de Patrícia

La televisió porqueria o teleporqueria, també coneguda com a telebrossa, teleescombraries o telefem, i en àmbits acadèmics o formals també infratelevisió, és el terme que es fa servir per definir una manera de fer televisió amb l'únic objectiu d'aconseguir el màxim d'audiència televisiva i augmentar la quota de pantalla per a obtenir el màxim de beneficis econòmics, en detriment de la qualitat i de qualsevol funció, servei o benefici social. Es caracteritza per provocar la incitació, la morbositat, l'escàndol de l'opinió pública i una tendència exagerada i impactant a l'hora de difondre les informacions o situacions que s'esdevenen. Fomenta l'atracció cap a allò desagradable, el sensacionalisme i l'escàndol com a estratègies d'atracció de l'audiència.
La teleporqueria pot quedar definida pels assumptes que aborda, pels personatges que exhibeix i col·loca en primer pla i, sobretot, per l'enfocament distorsionat al que recorre per a tractar aquests assumptes i personatges. Segons el Consell de l'Audiovisual de Catalunya, podríem definir la teleporqueria com el conjunt de programes en els quals conflueixen "la vulneració de drets fonamentals, la falta de consideració cap als valors democràtics o cívics, com per exemple, el menyspreu de la dignitat que tota persona mereix, el poc o cap respecte a la vida privada o a la intimitat de les persones o la utilització d'un llenguatge cridaner, groller i impúdic. Tot això es porta a terme amb la intenció de convertir en espectacle la vida de determinats personatges que, generalment, es presten a ser manipulats en canvi de la celebritat que els dona la televisió o a canvi de contraprestacions econòmiques".

## Significat i definició

### Etimologia
El terme popular "teleporqueria" prové de la unió de "televisió" amb "porqueria", igual que "telebrossa" prové de "televisió" i "brossa", etc. En general, les paraules porqueria, brossa, fem i escombraries que formen aquests mots compostos s'utilitzen en sentit figurat per atribuir un significat de baixa qualitat o de poc valor.
Existeixen diverses opcions per designar aquest terme en català. Infratelevisió sorgeix en un registre formal. D'entre les opcions de registre menys formal, potser la més genuïna i menys geolocalitzada seria televisió porqueria o teleporqueria. A més d'aquests termes, en l'àmbit geogràfic de l'idioma, també s'utilitzen els noms de televisió brossa o telebrossa, televisió escombraria o teleescombraria, i televisió escombraries o telescombraries, especialment al Principat, i també telefems, principalment a les Illes Balears, i telefem, principalment al País Valencià.
El mot procedeix del castellà "telebasura" i s'adopta en diferents llengües com l'anglès, "trash television", el portuguès, "telelixo", l'èuscar "telezabor" o el francès "télé-poubelle".

### Definició
Segons el Consell de l'Audiovisual de Catalunya la telescombreria no és un gènere de programa de televisió sinó que engloba tot un conjunt de continguts televisius.
Es defineix com a conjunt de programes de televisió que "vulneren drets fomamentals", on s'hi "menysprea la dignitat que tot persona mereix, amb poc o cap respecte a la vida privada o a la intimitat de les persones" i es caracteritza entre molts més aspectes per la "utilització d'un llenguatge cridaner, barroer i impúdic".
El crític i productor de cinema Bob Pop afegeix a la definició que la teleporqueria "banalitza allò important" i "magnifica allò insignificant" [trd.].

## Context
S'utilitza per anomenar el conjunt de programes televisius de mal gust, majoritàriament els programes del cor, que recorren a unes determinades estratègies d'atracció: la baralla física i/o verbal, la discussió amb un llenguatge cridaner i barroer, els tipus de temes que tracta com el sexe o la violència, la presentació i competició de personatges la majoria anomenats “del cor” i l'enfocament distorsionat per tractar determinades situacions i determinats personatges. Per cridar l'atenció dels teleespectadors, molt sovint es provoquen situacions en les quals els personatges que s'hi exposen s'han de sotmetre a enganys, intimidacions, ofenses, amenaces i, fins i tot, violència. A canvi de la demostració gratuïta de les seves vides privades i dels sentiments i conductes més íntimes, gaudeixen de la popularitat que els suposa mantenir la seva presència continuada a la televisió, a la vegada que també són remunerats econòmicament. Tot i que es tracta de coaccions en les quals hi ha una clara intencionalitat al darrere, no deixen de ser estratègies que atempten els valors i els drets fonamentals perquè afecten negativament a la dignitat de les persones, a la sensibilitat i el respecte envers els altres, afavorint la incrementació de la violència en el comportament i en la parla.
Cal diferenciar les televisions públiques de les privades. Les públiques mantenen el seu sosteniment a través d'un finançament pagat pels ciutadans. En canvi, el finançament de les privades ve donat pels espais publicitaris, les audiències i la venda de la seva programació als usuaris, sota un cost determinat. Mentre que la televisió pública no necessita l'audiència per tal de mantenir el seu finançament, la televisió privada ha de realitzar i fer servir més estratègies per tal d'incrementar l'audiència com a font d'ingressos. I és aquí on es recorre al producte telebrossa.

## Característiques dels programes porqueria
- Utilitzen, de manera instrumental, conflictes sentimentals, familiars, professionals o d'una altra classe fent-los servir d'espectacle, creant desconcert als menors.
- Utilitzen un llenguatge impúdic o agressiu.
- Atempten contra la decència.
- Fan un ús exagerat i gratuït de la violència física, psíquica i verbal.
- Difonen rumors o falsedats.
- Transmeten missatges esotèrics, miraculosos i paranormals.
- No assumeixen la responsabilitat sobre els missatges SMS publicats o altres intervencions externes com les connexions telefòniques.

## Repercussions socials de la teleporqueria
Hi poden haver repercussions negatives en els personatges que apareixen a la televisió, els quals fan augmentar els nivells d'audiència, però és més preocupant els efectes que es produeixen en l'àmbit social, sobretot en el públic infantil i adolescent, per ser la franja d'edat més vulnerable a l'exposició d'aquest tipus de televisió.
La telebrossa suposa la deterioració de la cultura i de la informació. Impossibilita, en els teleespectadors, la formació d'una opinió lliure i ben assentada. A través de l'emotivitat i la irracionalitat de les estratègies que es practiquen per eclipsar l'atenció dels espectadors, es transmet la idea que totes les opinions són vàlides perquè els continguts vulgars que es difonen, simples però parcials, tractant de posicionar-se a l'alçada de productes que realment són culturals.
Aquest tipus de televisió fa ressò d'un determinat ideal de conducta, un model de convivència allunyat del que s'entén per civisme: la vulgaritat, la falta de sensibilitat i respecte, la violació de la intimitat, la pèrdua de veracitat, l'ambició, la competitivitat, l'agressivitat...

## Mesures de protecció dels menors
La franja horària de la tarda és més susceptible de tenir una audiència infantil i adolescent i, per tant, ha de ser objecte d'una protecció especial. La llei de 22/2005, de 29 de desembre, de la comunicació audiovisual de Catalunya, article 81, limita la franja d'horari protegit (de 6 a 22 hores) d'emissió de continguts indicats com a “no recomanats per a menors de 13 anys”, i també la categoria de “no recomanats per a menors de 18 anys”. L'objectiu és evitar tots aquells continguts incompatibles amb la formació dels menors.